# Johan Wendt
Johan Wilhelm Wendt, född 31 augusti 1978 i Ängelholm, är en svensk social entreprenör, författare och föreläsare. 

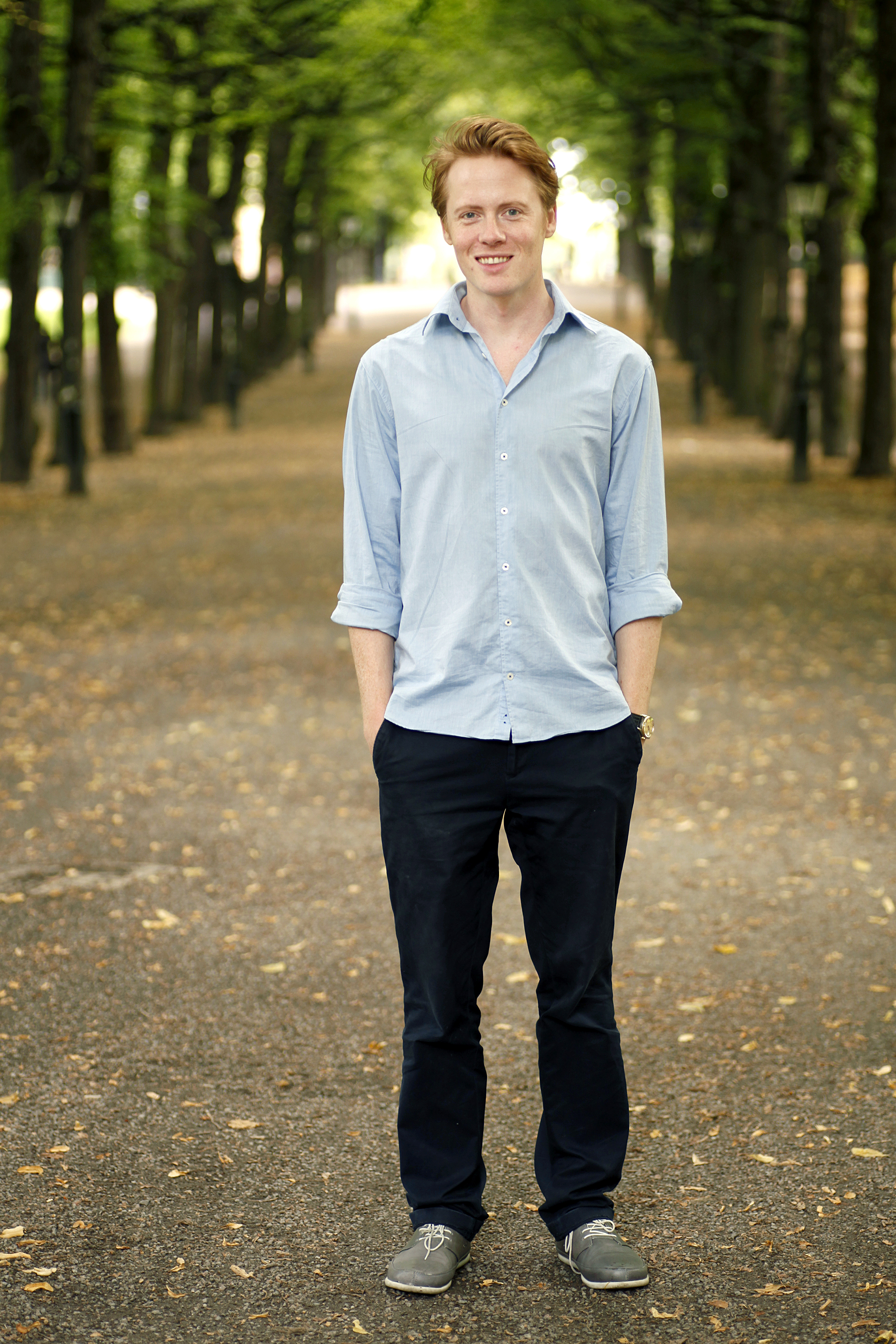
Johan Wendt

Wendt studerade vid Lunds universitet 1997–2002 och är civilingenjör i väg- och vattenbyggnad.
2008 grundade han den ideella föreningen Mattecentrum, som ger gratis läxhjälp i matematik till barn runt om i Sverige. 2011 grundade han i Danmark den danska motsvarigheten Matematikcenter. Han är aktiv i samhällsdebatten kring matematik och socialt entreprenörskap och har skrivit debattartiklar i ämnet. Våren 2014 bildade han Kodcentrum, en ideell förening som lär barn programmering. Våren 2015 lämnade Wendt föreningarna för att bland annat lära barn datalogiskt tänkande genom Curly Bracket. Våren 2016 bildade han den ideella föreningen Ung Autism som erbjuder gratis samspels- och kommunikationsträning till barn. 
I augusti 2012 valdes han till fellow i Ashoka, ett världsomspännande nätverk för sociala entreprenörer. I maj 2015 valdes Wendt in i Svenska Röda Korsets nationella styrelse och i juni 2016 invaldes han som styrelseledamot i Utbildningsradion.
I januari 2014 utgav Wendt boken Den dummaste jävla idé som jag någonsin har hört, som är en guide till socialt entreprenörskap.
I november 2017 anordnade Wendt ett kalas på Kungliga Operan för 200 barn med NPF-diagnos.

## Utmärkelser
- 2017 - Svenska hjältar - Aftonbladet
- 2017 - Aspegrens stipendium
- 2016 - Eldsjälspriset
- 2014 - Årets Uppstickare (#66-#100)
- 2014 - Sollos pris för entreprenörskap
- 2014 - Purpose Economy 100 - Europe
- 2014 - 150 superkommunikatörer (#114)
- 2013 - Årets Uppstickare (#31-#65)
- 2013 - Årets entreprenör - Jönköping International Business School 2013
- 2013 - 2:a i Europeiska investeringsbankens - Social innovation tournament
- 2013 - Sveriges hetaste entreprenörer (#1) Veckans affärer
- 2012 - Fellow i Ashoka (världsomspännande nätverk för ledande sociala entreprenörer)[5]
- 2012 - Svensk vinnare av Ben&Jerrys Join our core (tävling för sociala entreprenörer)[6]
- 2012 - Månadens Stockholmare (maj)[7]
- 2012 - Ten outstanding young persons (Kategori: akademiskt ledarskap)[8]
- 2012 - 101 super talanger 2011 (#14) Veckans affärer [9]
- 2012 - Playmaker i Playing for change [10]
- 2011 - Årets Uppstickare (#10)[11]
- 2011 - Social Capitalist Award - årets samhällsentreprenör [12]
- 2011 - Playmaker i Playing for change [10]
- 2010 - Playmaker i Playing for change [10]